# Dalmose
 For alternative betydninger, se Dalmose (flertydig). (Se også artikler, som begynder med Dalmose)
Dalmose er en by på Sydvestsjælland med 963 indbyggere  (2025), beliggende 26 km nordvest for Næstved, 11 km nordøst for Skælskør, 19 km øst for Korsør og 16 km syd for Slagelse. Byen hører til Slagelse Kommune og ligger i Region Sjælland. I 1970-2006 var Dalmose kommunesæde i Hashøj Kommune.
Dalmose hører til Gimlinge Sogn. Gimlinge Kirke ligger 4 km nord for Dalmose.

## Faciliteter
- I 1958 blev skolen udbygget til Dalmose Centralskole. Den blev i 1961 realskole og igen udvidet i 1977. Skolen har 173 elever, fordelt på 0.-9. klassetrin.[2]
- Dalmose Daginstitution har til huse i Hashøj Kommunes tidligere rådhus, som er indrettet til 15 vuggestuebørn, 53 børnehavebørn og 85 fritidshjemsbørn. Juniorklubben med plads til 37 børn har til huse på skolen i lokaler, som ungdomsskolen bruger om aftenen.[3]
- Dalmosehallen blev bygget i 1976 efter at borgere og foreninger havde indsamlet ca. 1 mio. kr. Hallen har opstregninger til håndbold, badminton, volleyball og basketball. Der kan opstilles mål og bander til indendørs fodbold. Idrætscentret har desuden gymnastiksal, yoga/dansesal, fitnesscenter, spinninglokale, 15 meter skydekælder, cafeteria, mødelokaler, klublokale til idrætsforeningen IF62 og lokale til billard, dart, m.m. Udendørs er der fodbold- og håndboldbaner, multibane med lys, discgolf bane og multifitness anlæg.[4]
- Byen har Dagli'Brugs, tankstation, pizzeria og aktivitetscenter for seniorer.

## Historie

### Jernbanen
Dalmose opstod omkring den jernbanestation, som var knudepunkt på Slagelse-Næstved banen og sidebanen Skælskørbanen (1892-1971). Stationen blev anlagt i det flade terræn syd for Vemmeløse og fik navn efter Dalmose Kro 1 km mod vest på landevejen mellem Sorø og Skælskør. Kroen blev senere flyttet ind til stationen.
Den asfalterede cykel- og gangsti "Fodsporet" er anlagt på banetracéet til Næstved, Skælskør og Slagelse. Stationsbygningen er bevaret på Stationsvej 4.

### Stationsbyen
I 1898 beskrives Dalmose således: "Ved Slagelse-Næstved- og Dalmose-Skjelskør Banernes Knudepunkt Dalmose (Dalemose) Jærnbanestation med Kro". Det lave målebordsblad fra 1900-tallet viser desuden mejeri, bageri og elværk.
Fra 1896 havde Dalmose egen postadresse, og i 1916 fik byen postekspedition. Dalmose voksede snart til en driftig stationsby med banker, telegrafstation, telefoncentral, læge, dyrlæge, forskole, søndagsskole, privatskole og håndværksfag som slagter, høker, tømrermester, træskomand, fragtmand og skræddermester samt et aktivt foreningsliv. Byen har haft missionshus, som senere blev revet ned.

### Brugsen
2 km sydøst for hvor Dalmose senere opstod, lå Hyllested, hvor der var kirke, friskole og forsamlingshus. Her blev Brugsen stiftet i 1885 og opførte egen bygning med butik og bolig i 1887. Brugsens varer måtte hentes på Sorø Station indtil der kom jernbane i Dalmose.
Medlemmerne kunne indsætte penge på en indlånskonto i Brugsen, men det udgik efterhånden. 1% af overskuddet blev brugt til indkøb af bøger og tidskrifter, som medlemmerne kunne låne. Udlån og vedligeholdelse af bogsamlingen varede til 1970, hvor materialet blev overdraget til biblioteket i Dalmose.
En stor ombygning blev foretaget i 1966. Imens blev handelen flyttet til forsamlingshuset, som derefter blev revet ned. Grunden blev omdannet til parkeringsplads for kirken og Brugsen. En del af forsamlingshusets formue blev givet til opførelsen af hallen i Dalmose.
I 1986 købte Brugsen en købmandsforretning på den nuværende placering i Dalmose og lukkede butikken i Hyllested. Der fulgte en bodega med, men Brugsen kom ud af lejeaftalen i 1992, så den første af flere udvidelser kunne foretages. I 1995 lukkede Dalmose Posthus, men åbnede igen i Brugsen som postbutik. I 2000 købte Brugsen Dalmose Boghandel, solgte bygningen til beboelse og overtog omsætningen i blade og aviser samt tips og lotto. Og igen kan man låne bøger, nu ved at bestille dem på Slagelse Bibliotekernes hjemmeside og så afhente og aflevere dem i Brugsen.